# A Star Is Torn
«A Star Is Torn» (с англ. — «Оборванная звезда») — восемнадцатая серия шестнадцатого сезона мультсериала «Симпсоны», вышла в эфир 8 мая 2005 года.

## Сюжет
Симпсоны попадают на 3-часовое ограбление супермаркета «На скорую руку». Лиза предлагает купить овощи у «Лавки Клетуса», объясняя это тем, что овощи повышают иммунитет и помогают жить дольше, на что семья согласна.
Все члены семьи, кроме Лизы, не привыкли к здоровой пище, и во время трапезы Мардж Барта, Гомера и Мэгги тошнит. Лиза предлагает уснуть под колыбельную, спетой её сладким, нежным голосом. На следующее утро Симпсоны выглядят бодрыми и здоровыми, наотрез отказавшись от поедания овощей. В это же время Клоун Красти объявляет кастинг на вокальный проект, где победитель будет показан во всеми любимом сериале детей — «Щекотка и Царапка». Симпсоны предлагают Лизе возможность поучаствовать в проекте, на что она одобрительно соглашается.
День прослушивания в торговом центре. Конкурентов на сцене нет, кроме Клариссы Вэллингтон-юной Витни Хьюстон, поразившей зал наповал своими вокальными способностями. Лиза осознаёт, что ей не одолеть такого конкурента, как Кларисса. Гомер решает написать отличную песню для любимой дочурки, которая приносит колоссальный успех. Публика ликует.
Вокальный проект начинается и на сцене остаются два соперника: Лиза и Камерон-всеобщий любимец публики, который своей улыбкой оживил щеночка. За всё это время Гомер превращается в сумасшедшего звёздного папу и не приводит ни к чему хорошему. Лизе это совершенно не нравится и потому она решает уволить Гомера.
Гомер зол на Лизу и решает ей за это отомстить, сотрудничая с Камероном, придумав ему псевдоним «Джонни Радуга». Лиза очень сожалеет о своей ошибке и пытается найти контакт с отцом, но безуспешно. Для финала Лиза сама пишет песню, посвящённую Гомеру. Песня растрогала аудиторию. Гомер доволен выходом Лизы и предлагает ей посмотреть на выступление Камерона, где в словах песни, написанной Гомером, написано о том, как Джонни Радуга лучше всех остальных. Народ, сильно обиженный и разочарованный, кидает в Камерона помидоры. Гомер специально предал Камерона ради Лизы, поскольку всегда будет с ней до конца жизни и, как всегда, для Симпсонов всё возвращается на круги своя.
Во время заключительных титров Гомер учит Лизу рукам джаза, которым он обучал Кэмерона ранее. Позже к ним присоединяется Мэгги.